# Heiner Widderich

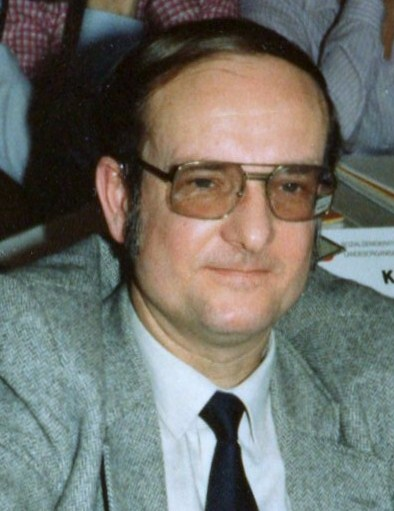
Heiner Widderich (1982)

Heiner Widderich (* 6. August 1935 in Hamburg; † 17. Juni 2023) war ein deutscher Politiker (SPD) und Abgeordneter der Hamburger Bürgerschaft.

## Leben und Beruf
Heiner Widderich machte 1956 am Gymnasium Walddörferschule in Hamburg-Volksdorf sein Abitur.
Danach begann er seine berufliche Laufbahn im gehobenen Dienst der Deutschen Bundespost und stieg dort zum Postamtsrat auf. Er war verheiratet und hatte drei Kinder.

## Politik
Gleichzeitig mit dem Einstieg ins Berufsleben trat Widderich 1956 in die SPD und die Deutsche Postgewerkschaft (heute ver.di) ein und engagierte sich dort jeweils. Beim Postamt 70 wurde er als Personalratsvorsitzender für diese Arbeit zeitweise freigestellt.
Die Mitglieder seines SPD-Distrikts Hamburg-Berne wählten ihn 1966 zum Vorsitzenden. Er gehörte damit auch zum erweiterten SPD-Kreisvorstand Hamburg-Wandsbek.
1966 bis 1970 wurde er für seine Partei als Deputierter der Jugendbehörde Hamburg tätig.
1970 wurde er als Abgeordneter in die Hamburger Bürgerschaft gewählt. Er arbeitete unter anderem in den parteiübergreifenden Ausschüssen Arbeit, Jugend und Soziales; Gesundheit und als Vorsitzender des Sportausschusses mit.
Daneben wurde er 1977 zum Vorsitzenden des Arbeitskreises Sport beim Landesvorstand der Hamburger SPD bestimmt.
Im April 1985 trat Heiner Widderich von seinem Bürgerschaftsmandat zurück, weil er zum Leiter des Hamburger Sportamts berufen worden war. Dort ging er im August 2000 in den Ruhestand.

## Quelle
- Hinnerk Fock (Redaktion): Handbuch der Hamburgischen Bürgerschaft 11. Wahlperiode. Hamburger Bürgerschaft, Hamburg.